# 阮德慶
阮德慶（1932年8月1日—1996年9月14日），原越南共和國軍隊空軍准將。

## 生平
阮德慶1932年8月1日出生於越南中部沿海芽莊的一個富裕的商人家庭。

### 越南國軍
1954年初，動員令執行後，阮德慶入伍，編號：52/600.277。

### 越南共和國軍隊
1970年6月19日，阮德慶被提升爲上校。同年9月，他被任命爲峴港空軍第一師師長，1974年4月1日晉升爲准將。1975年3月底，阮德慶撤離至西貢。

### 1975年
4月29日，阮德慶撤離越南，先到美國太平洋沿岸，隨後隨家人前往加拿大魁北克蒙特利爾定居。1996年9月14日，阮德慶去世。享年64歲。